# Combate naval de Valparaíso (1829)
El Combate naval de Valparaíso fue un episodio de la Guerra Civil de 1829-1830 donde se enfrentaron el bergantín "Aquiles" y la fragata inglesa "Thetis" frente al puerto de Valparaíso. 

## Antecedentes
Más expectativa tenía un proyecto de contrarrevolución en el sur, que Novoa tenía ya muy avanzado. Mediante el dinero fiscal, esparcido con profusión, se había comprado a la mayoría de los oficiales que quedaron en esa plaza bajo las órdenes del coronel José María de la Cruz, y solo se esperaba para el pronunciamiento la llegada del bergantín "Aquiles", que debía zarpar desde Valparaíso con armas, municiones, pertrechos y más dinero.
Portales y Rodríguez Aldea descubrieron el plan de Novoa, y a fin de desbaratarlo, resolvieron impedir la salida del "Aquiles", apoderándose de Valparaíso. Con este propósito, a fines de noviembre, despacharon al teniente coronel Pablo Silva, al mando de unos 150 soldados de línea. Le agregaron como asesor a Victorino Garrido. La captura de Valparaíso, además de frustrar la revolución del sur, tenía un enorme alcance sicológico, pues con ella desaparecía la sombra de gobierno que había establecido en el puerto el vicepresidente Francisco Ramón Vicuña. 
El día 6, tres oficiales ganados a la causa de la revolución, los tenientes Pedro Angulo y Tomás Rueda, y el guardiamarina Manuel Díaz, aprovechando un viaje a tierra del contraalmirante Wooster, sublevaron la tripulación y el bergantín se hizo a la mar con rumbo a Talcahuano, para ponerse a las órdenes de Cruz. El presidente, al saber que no tenía buque en qué huir, se sintió prisionero de los revolucionarios. Además, habían caído en poder de ellos las armas, las municiones y todos los elementos acumulados para la expedición a Talcahuano.
En el difícil trance, el mandatario tuvo la idea de pedir al capitán Birgham, comandante de la fragata inglesa "Thetis", que sometiera a cañonazos a los rebeldes que estaban en el bergantín "Aquiles" al mando de Pedro Angulo Novoa.

## Desarrollo del Combate
El bergantín "Aquiles" era mal velero, así que el capitán Birgham con la fragata "Thetis" no tardó mucho en alcanzarlo. El "Aquiles" comandado por Pedro Angulo Novoa, en vez de rendirse, hizo frente a la fragata y la población de Valparaíso se agolpó en la playa para presenciar el combate. La fragata "Thetis" tenía 64 cañones y la marinaban 400 individuos.  
Ambos buques empezaron a intercambiar fuego. Los cañones de la fragata fueron más efectivos siendo estos de mayor alcance y calibre, cañoneando al pequeño bergantín causándole la pérdida de la cuarta parte de su tripulación. Angulo al ver que ya no se podìa hacer nada más al enfrentarse a un poderoso buque, se viò obligado a rendirse.
El bergantín fue abordado y se le llevò de vuelta al puerto de Valparaíso.

## Consecuencias
En Valparaíso ante lo sucedido, se levantó una revuelta acusando la intervención extranjera y los mandatarios que ordenaron cañonear al "Aquiles" produciéndose una feroz batalla dentro del puerto entre el pueblo, los extranjeros y las tropas gobiernistas.
El presidente Vicuña, preso del pánico, temiendo ser despedazado por el populacho enfurecido, se había embarcado de incógnito en la tarde del día 7, en el "Aquiles", despejándolo, antes, de los presos que estaban en él. Lo acompañaban Ramos y Chapuis, y los ministros Pérez Cotapos y Prado Montaner.
La Expedición a Talcahuano para suprimir la revolución del general Cruz se debió suspender.